# Sversciata Grande
Sversciata Grande, Sursata o Sversciata (in croato: Svršata Velika) è un isolotto disabitato della Dalmazia settentrionale, in Croazia, situato tra Zut e l'Incoronata, nel mar Adriatico; fa parte delle isole Incoronate. Amministrativamente appartiene al comune Morter-Incoronate, nella regione di Sebenico e Tenin.
Sversciata Grande e l'adiacente scoglio Sversciata Piccola sono indicati anche come scogli Sversciata o scogli Sversata.

## Geografia
Sversciata Grande si trova nella parte settentrionale del canale di Zut (Žutski kanal), a est di valle Luigia, l'insenatura che si apre sulla costa nord-orientale dell'Incoronata. Valle Luigia è divisa in due parti: valle Luigia Grande (uvala Statival Gornji) e valle Luigia Piccola (uvala Statival Donji); Sversciata si trova a 200 m di distanza dal promontorio (rt Statival Gornji) che chiude a est valle Luigia Grande.
L'isola, di forma irregolare, ha una superficie di 0,269 km², uno sviluppo costiero di 3,1 km e l'altezza massima di 31 m 43°51′43″N 15°16′26″E.
- Sversciata Piccola[3] (Svršata Mala), si trova a est di Sversciata Grande, a 400 m; è uno scoglio con una superficie di 0,015 km²[1], uno sviluppo costiero di 0,47 km[1] e un'altezza massima di 17,5 m[2] 43°51′30″N 15°17′10″E.

### Cartografia
- (HR) Mappa topografica della Croazia 1:25000, su preglednik.arkod.hr. URL consultato il 28 giugno 2017.
- G. Giani, Carta prospettiva delle Comuni censuarie della Dalmazia, foglio 2, 1839. Fondo Miscellanea cartografica catastale, Archivio di Stato di Trieste.
- Carta di cabottaggio del mare Adriatico, foglio VII, Milano, Istituto geografico militare, 1822-1824. URL consultato il 17 febbraio 2017 (archiviato dall'url originale il 13 aprile 2013).